# بزرگ کردن بیبی
بزرگ کردن بیبی (به انگلیسی: Bringing Up Baby) فیلمی آمریکایی در سبک کمدی اسکروبال به کارگردانی هاوارد هاکس با بازی کاترین هپبورن محصول سال ۱۹۳۸ است.